# Bretignolles
Bretignolles ist eine französische Gemeinde mit 596 Einwohnern (Stand: 1. Januar 2022) im Département Deux-Sèvres in der Region Nouvelle-Aquitaine (bis 2015 Poitou-Charentes). Sie gehört zum Arrondissement Bressuire und zum Kanton Cerizay. Die Einwohner werden Bretignollais genannt.

## Geographie
Bretignolles liegt etwa neun Kilometer westnordwestlich des Stadtzentrums von Bressuire. Umgeben wird Bretignolles von den Nachbargemeinden Nueil-les-Aubiers im Norden, Bressuire im Osten, Cirières im Süden sowie Le Pin im Westen.

## Bevölkerungsentwicklung
| Jahr                      | 1962 | 1968 | 1975 | 1982 | 1990 | 1999 | 2006 | 2013 |
| Einwohner                 | 476  | 485  | 495  | 513  | 523  | 602  | 625  | 643  |
| Quelle: Cassini und INSEE |      |      |      |      |      |      |      |      |

## Sehenswürdigkeiten
- Kirche Saint-Pierre
- Buddhistischer Tempel